# مارتي ووكر
مارتي ووكر (بالإنجليزية: Marty Walker)‏ هو لاعب كرة قاعدة أمريكي، ولد في 27 مارس 1899 في فيلادلفيا في الولايات المتحدة، وتوفي بنفس المكان في 24 أبريل 1978.